# Папаханаумокуакеа

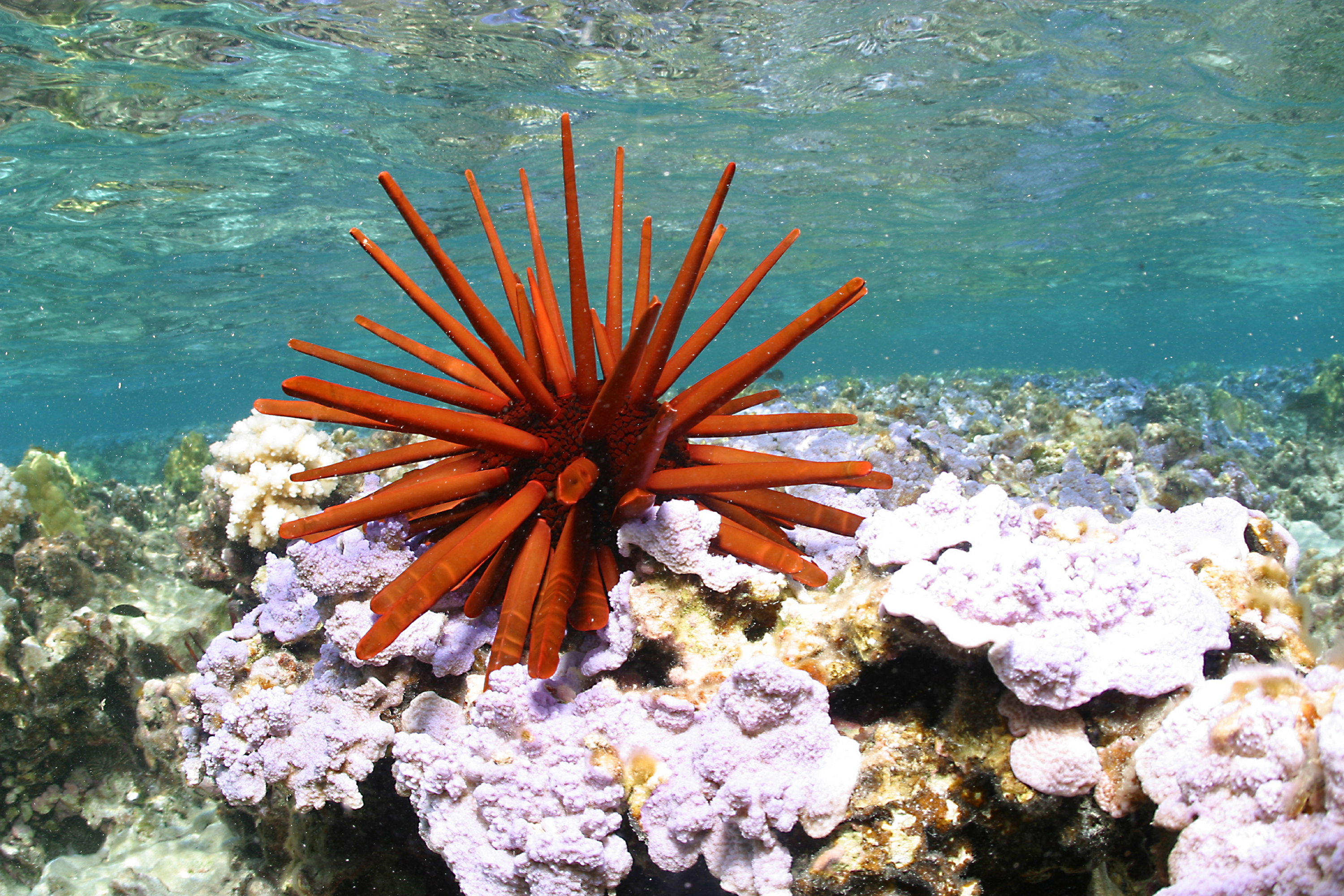
Heterocentrotus mamillatus на Папаханаумокуакеа. Фото Служби рибних ресурсів та дикої природи США.

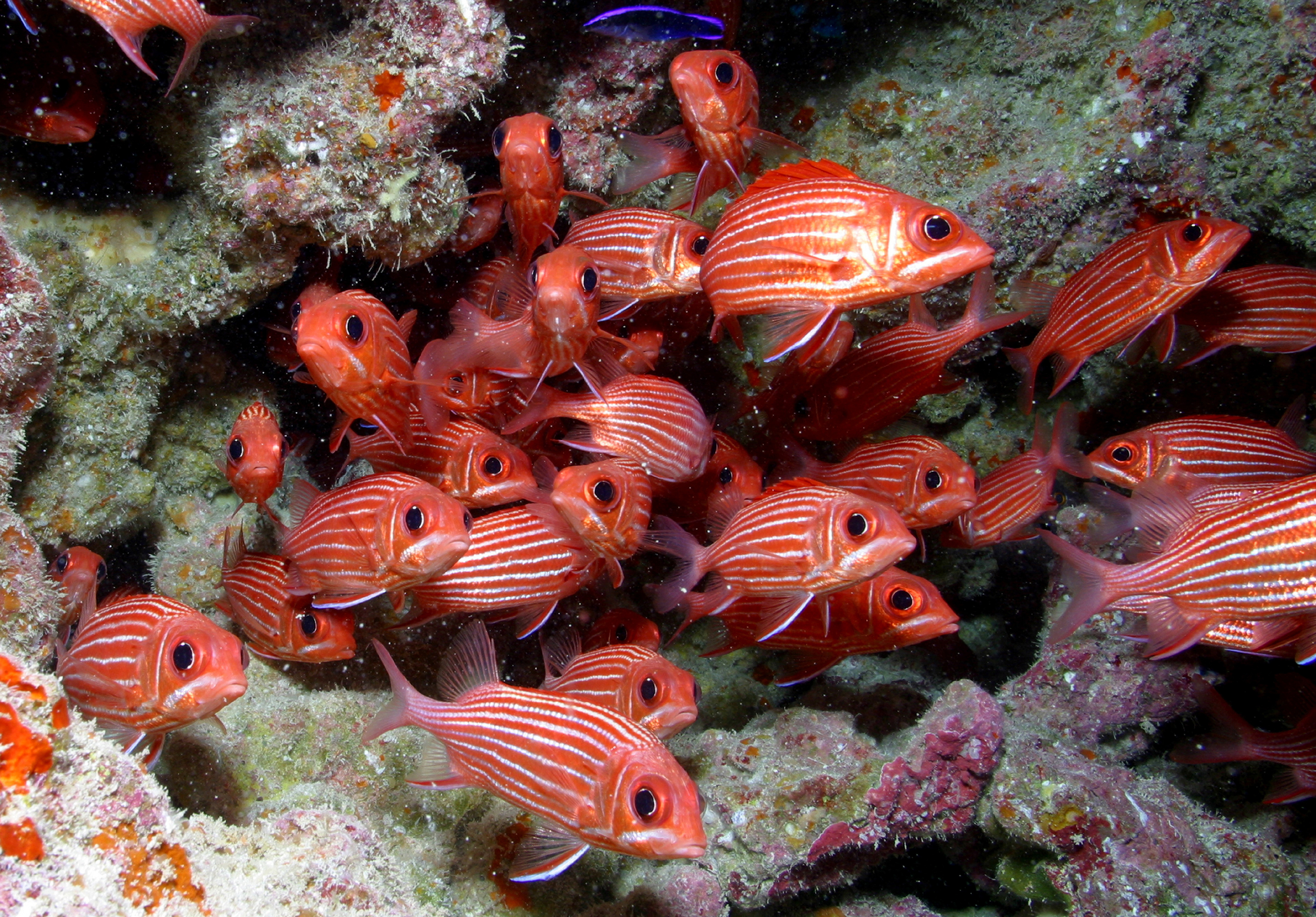
Sargocentron xantherythrum на Френч-Фрігейт-Шолс, Папаханаумокуакеа

Морська національна пам'ятка «Папаханаумокуакеа» (англ. Papahānaumokuākea Marine National Monument) є об'єктом Світової спадщини, національною пам'яткою США, що охоплює 1 510 000 км² океанських вод, у тому числі десять островів і атолів Північно-західних Гавайських островів. В 2016 році він був розширений водами біля берегів Гаваїв, що зробило його найбільшою у світі морською охоронюваною територією. За означенням ЮНЕСКО:

«Територія має глибоке космологічне і традиційне значення для живої корінної гавайської культури, як середовище предків, як втілення гавайської концепції спорідненості між людиною і світом природи, і як місце, в якому вважається, що починається життя і куди душі повертаються після смерті. На двох з островів, Ніхоа і Макуманамана, є археологічні знахідки, що відносяться до до-європейського заселення. Велика частина пам'ятки складається з пелагічних і глибоководних місць проживання, з особливостями, такими як підводні гори і підводні банки, великі коралові рифи і лагуни. Це одна з найбільших морських охоронюваних територій в світі».

## Опис
Пам'ятка підтримує 7000 видів рослин і тварин, чверть з яких є ендемічними. До відомих видів належать види, які перебувають під загрозою зникнення: морські черепахи бісса, зелені черепахи і гавайський тюлень-монах, а також Telespiza cantans і Telespiza ultima, Acrocephalus familiaris kingi, лайсанська качка, морські птахи, такі як альбатрос гавайський, безліч видів рослин, включаючи пальми Pritchardia remota, і багато видів членистоногих. За даними неприбуткової недержавної організації «The Pew Charitable Trusts», популяції омарів ще не відновились після надмірного вилову у 1980-х і 1990-х років, який сьогодні заборонений; місця рибальства, що залишилися, досі піддаються надмірній експлуатації.
Національна служба морського рибальства США повідомляє про те, що популяції багатьох видів ще не повністю відновились від масштабного зсуву в океанічній екосистеми, який торкнувся північної частині Тихого океану наприкінці 1980-х і початку 1990-х років. Цей зсув знизив чисельність важливих видів, таких як лангусти, морські птахи і гавайські тюлені-монахи. Комерційна риболовля припинилась 2011 року. Пам'ятка має суворий природоохоронний режим охорони, за винятком традиційного використання корінними гавайцями і обмеженого туризму.
Пам'ятка охоплює приблизно 1 510 000 км² рифів, атолів, мілкого і глибокого моря (на 80 км від берега) у Тихому океані — більше, ніж всі національні парки США разом узяті. Вона включає близько 10 % габітату коралових рифів тропічного мілководдя (тобто, від 0 до 100 фатомів) на території США. Це трохи більше, ніж австралійський Морський парк Великого бар'єрного рифу і майже розміром з Німеччину.
Аварійна посадкова смуга на Атолі Мідвей для транс-тихоокеанських перельотів залишається відкритою.
Острови, що входять до складу пам'ятки, є частиною штату Гаваї, за винятком Атолі Мідуей, який є частиною острівної області Зовнішні малі острови США.

## Управління парком

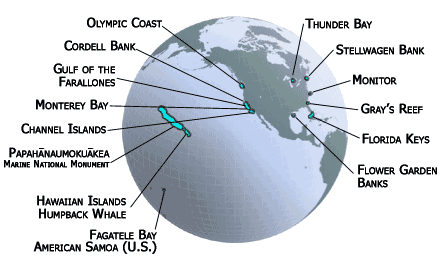
Глобальна карта всіх територій в системі Національних морських заповідників США

Океанічна зона пам'ятки знаходиться у віданні Національного управління океанічних і атмосферних досліджень США. Національний заповідник Гавайські острови, площею 1 029,6 км² включений до пам'ятки і знаходиться у віданні Служба рибних ресурсів та дикої природи США.
Близько 340 000 км² пам'ятки раніше вже були частиною резервату «Екосистеми коралових рифів Північно-західних Гавайських островів», який був створений 2000 року. Пам'ятка також включає Національний заповідний атол Мідвей (2 391,7 км²) і Національний меморіал «Битва за Мідвей», Пташиний заповідник штату Гаваї на атолі Куре, Морський заповідник Північно-західних Гавайських островів штату Гаваї та Національний заповідник дикої природи Гавайських островів.

## Історія

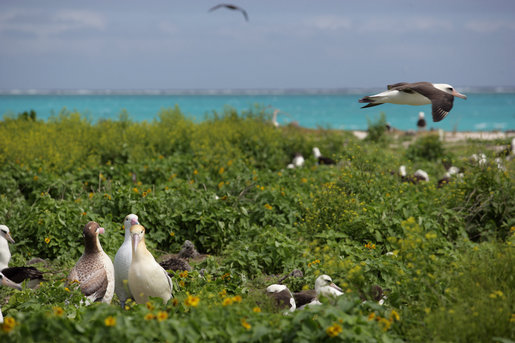
Гавайський і короткохвостий альбатроси у Національній пам'ятці Північно-західні Гавайські острови

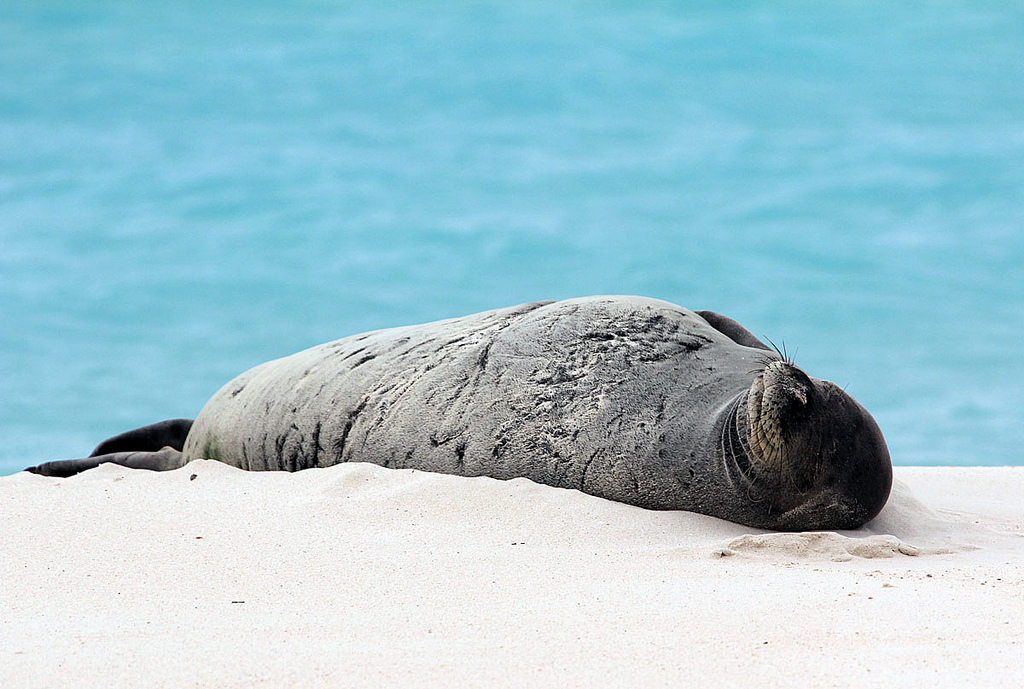
Гавайський тюлень-монах

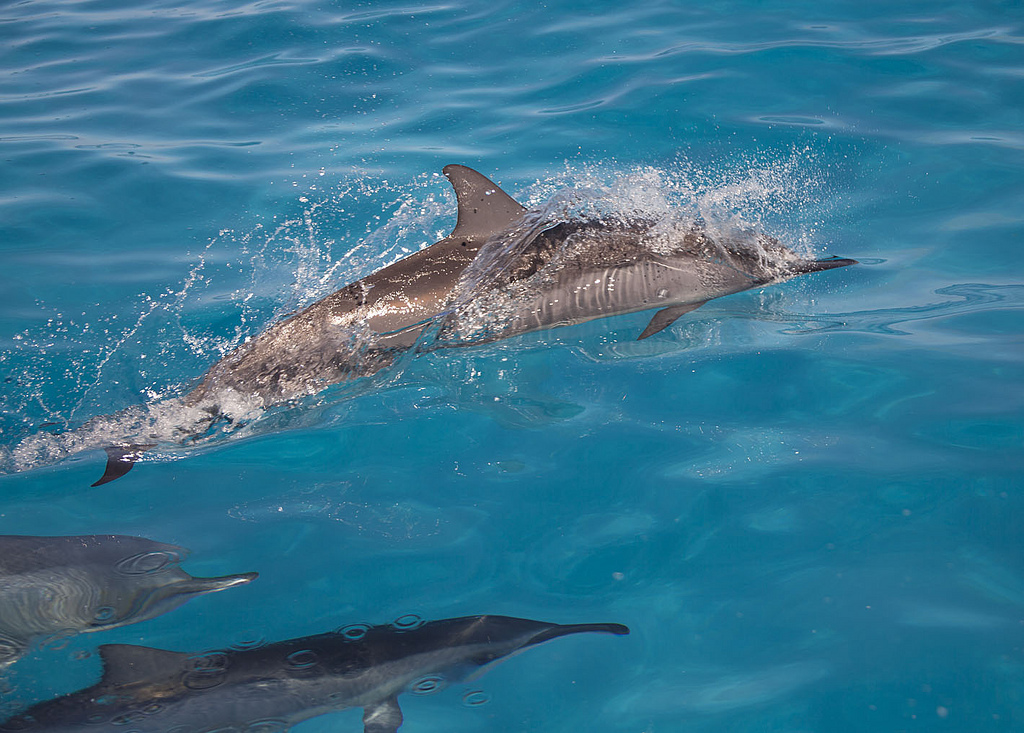
Дельфіни на атолі Мідвей

Північно-західні Гавайські острови були вперше захищені 3 лютого 1909 року, коли президент США Теодор Рузвельт створив Пташиний резерват Гавайських островів у відповідь на надмірний промисел морських птахів, і в знак визнання важливості Північно-західних Гавайських островів як місця гніздування птахів. Президент Франклін Делано Рузвельт перетворив його в Національний заповідник дикої природи Гавайських островів у 1940 році. Після того відбувся ряд поступових заходів з захисту, що врешті призвели до створення на Атолі Мідвей Національного заповідника дикої природи у 1988 році, Заказника штату Гаваї на Атолі Куре в 1993 році, і резервату «Екосистеми коралових рифів Північно-західних Гавайських островів» в 2000 році.
Президент Білл Клінтон заснував резерват «Екосистеми коралових рифів Північно-західних Гавайських островів» Указом № 13178. Цим указом він ініціював процес створення Національного морського заповідника у водах резервату. Період громадського обговорення почався у 2002 році. У 2005 році губернатор Гаваїв Лінда Лінгл оголосила частини пам'ятки морським заповідником штату.
У квітні 2006 року президент Буш і його дружина переглянули документальний фільм «подорож на Куре» у Білому домі разом з його режисером, Жаном-Мішелем Кусто. Натхненний зображеними у фільму флорою і фауною, Буш швидко почав просувати захист території.

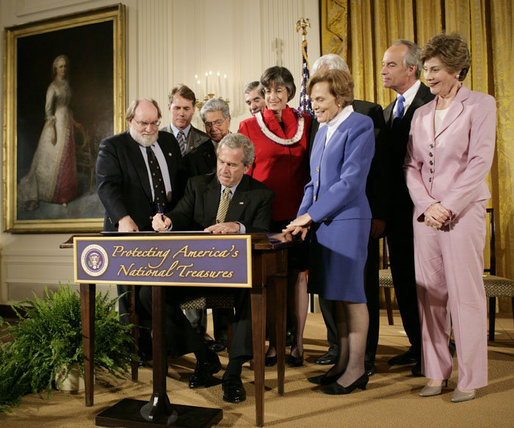
Джордж Буш підписує декларацію про заснування пам'ятки 15 червня 2006 року.

15 червня 2006 року він підписав декларацію 8031 про надання водам Північно-західних Гавайських островів статусу національної пам'ятки в межах Акту про старожитності 1906 року. Посилання на цей акт дозволило діяти в обхід нормального року консультацій і зупинила процес висловлення думок громадськості; воно також відбулося перед публікацією заяви про екологічні наслідки запропонованого Національного морського заповідника Північно-західних Гавайських островів. Це було друге використання Бушем Акту про старожитності (першим було проголошення Національної пам'ятки «Африканські поховання» на Мангеттені в лютому 2006 року). Законодавчий процес залучення зацікавлених сторін в планування і управління морськими охоронюваними районами на той час вже забрав п'ять років зусиль, але раптове оголошення Північно-західних Гавайських островів не резерватом, а національною пам'яткою дозволило негайний і більш надійний захист. Цей захист може бути відкликаний лише законодавчо.
Національна служба морського рибальства опублікувала звіти щодо здоров'я запасів придонних риб Північно-західних Гавайських островів. Комерційний вилов придонної та пелагічної риби, а також любительська риболовля в стилях «зловив-і-зберіг» і «зловив-відпустив» риболовля були також визнані сумісними з цілями і задачами Національного морського заповідника Північно-західних Гавайських островів.
27 лютого 2007 року президент Буш вніс зміни до декларації 8031, назвавши пам'ятку «Папаханаумокуакеа», використавши імена гавайської богині-матері землі Папаханаумоку і її чоловіка бога-отця неба Вакеа. 1 березня того ж року перша леді США Лора Буш відвідала атолі Мідвей, а 2 березня церемонія перейменування відбулася у Гонолулу, Гаваї.. На церемонії Лора Буш та міністр внутрішніх справ Дірк Кемпторн оголосили про зміну назви і допомогли підвищити обізнаність громадськості про пам'ятку. 15 травня 2007 року Президент Буш оголосив про свій намір представити пам'ятку на надання статусу «особливо вразливої морської території», що «попереджало б мореплавців дотримуватися обережності в екологічно важливій, чутливій і небезпечній зоні, до якої вони входять». У жовтні 2007 року Комітет охорони морського навколишнього середовища Міжнародної морської організації надав пам'ятці цей статус.
У серпні 2016 року президент Барак Обама розширив територію пам'ятки приблизно в чотири рази, що зробило її найбільшим у світі морським заповідником. Як знак вдячності науковці назвали щойно знайдений вид риб Tosanoides obama на честь Обами.

## Статус Світової спадщини
30 січня 2008 року Міністерство внутрішніх справ США подало пам'ятку у попередній список з 14 запропонованих територій для включення у список Світової спадщини ЮНЕСКО. Федеральна міжвідомча робоча група Світової спадщини офіційно прийняла рекомендації в листопаді 2008 року. Міжнародний союз охорони природи прокоментував природні особливості пам'ятки як змішаної території з природними і культурними ресурсами, а Міжнародна рада з питань пам'яток і визначних місць оцінила її культурні аспекти.
Національна пам'ятка була включена до списку об'єктів Світової спадщини в липні 2010 року, як «Papahānaumokuākea». на 34-й сесії Комітету Світової спадщини в Бразиліа.

## Дослідження, які тривають
Дослідники США продовжують вивчення морських ресурсів пам'ятки. Експедиція 2010 року занурювалась біля атола Куре до глибини 76 метрів і виявила нові види коралів та інших тварин. Акваріум Вайкікі вирощує ці нові корали.
3 серпня 2015 на території пам'ятки водолази знайшли уламки танкера USNS Mission San Miguel (T-AO-129). Він затонув 8 жовтня 1957 року, коли сів на мілину на рифі Маро під час ходу на повній швидкості і з повним баластом. Дослідники нанесли уламки на карти і вивчили їх на місці.

## Галерея

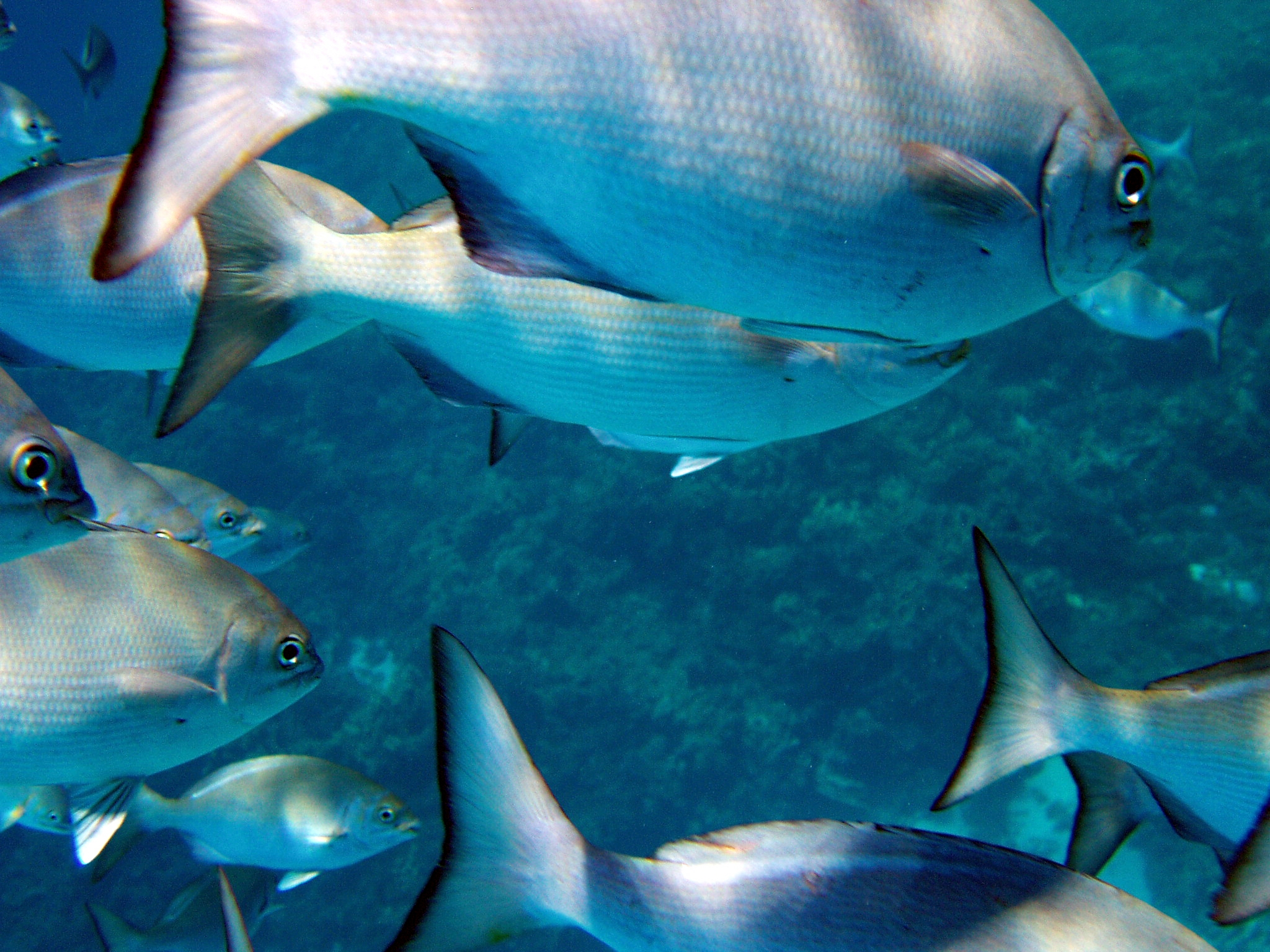
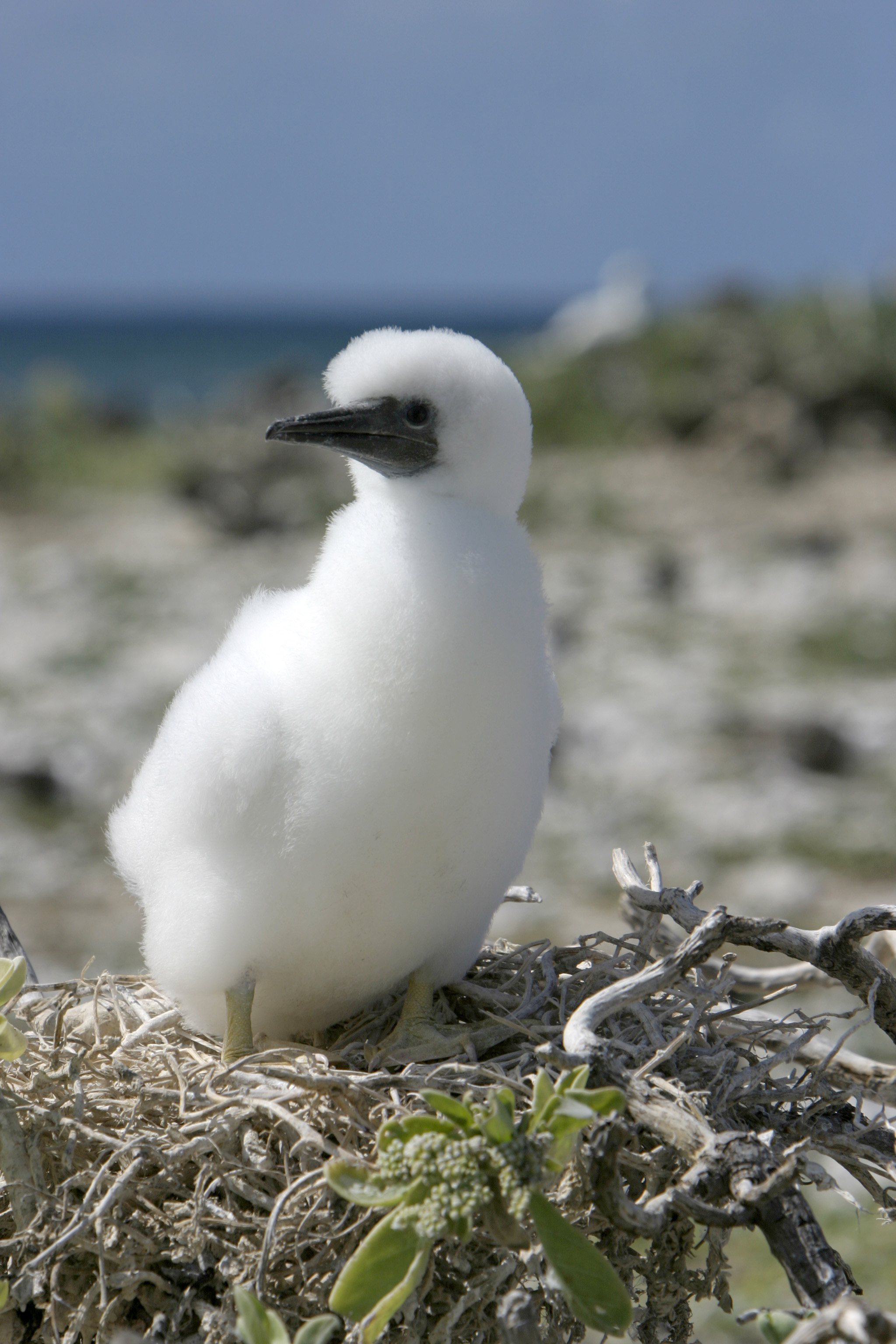
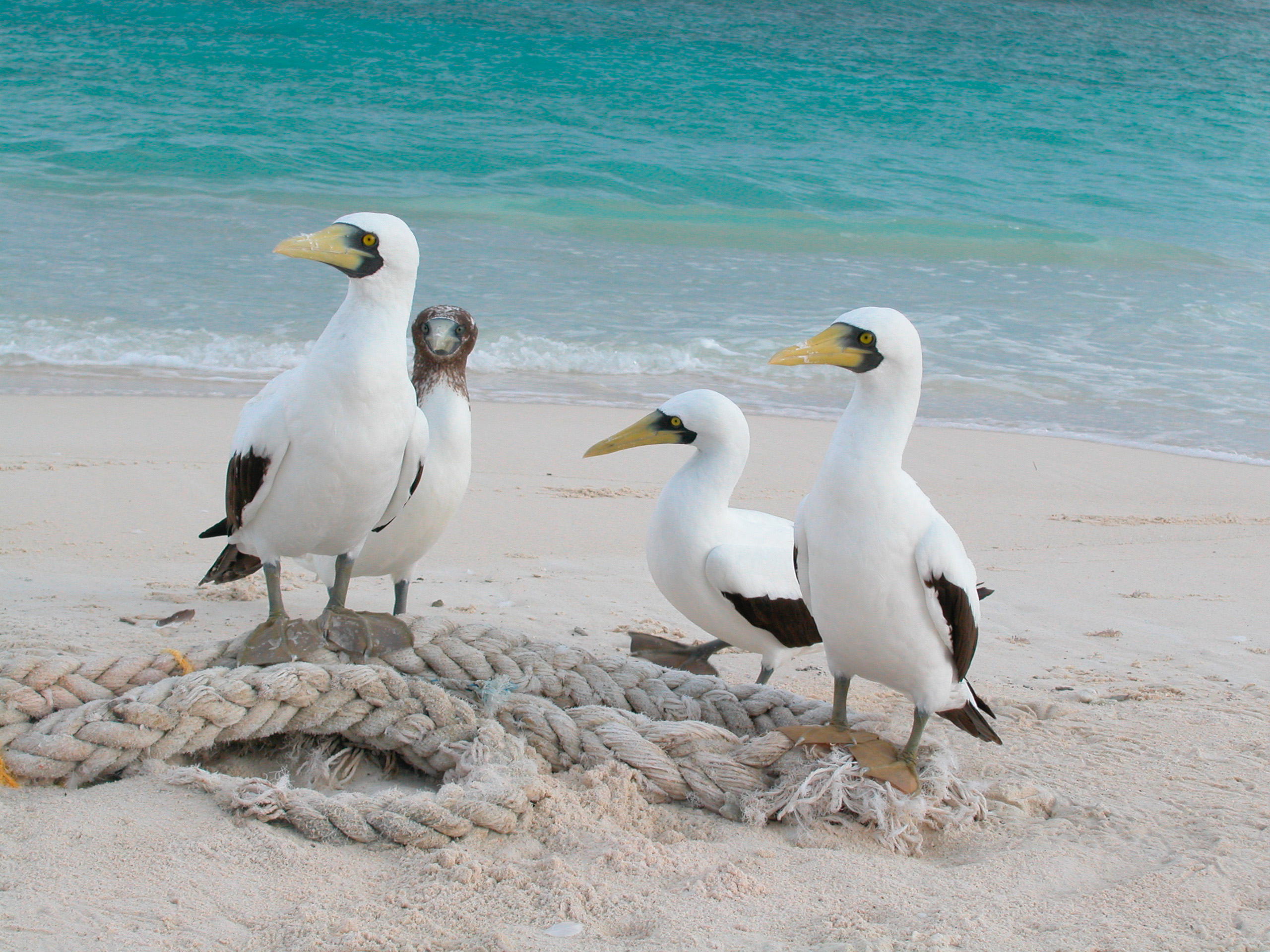
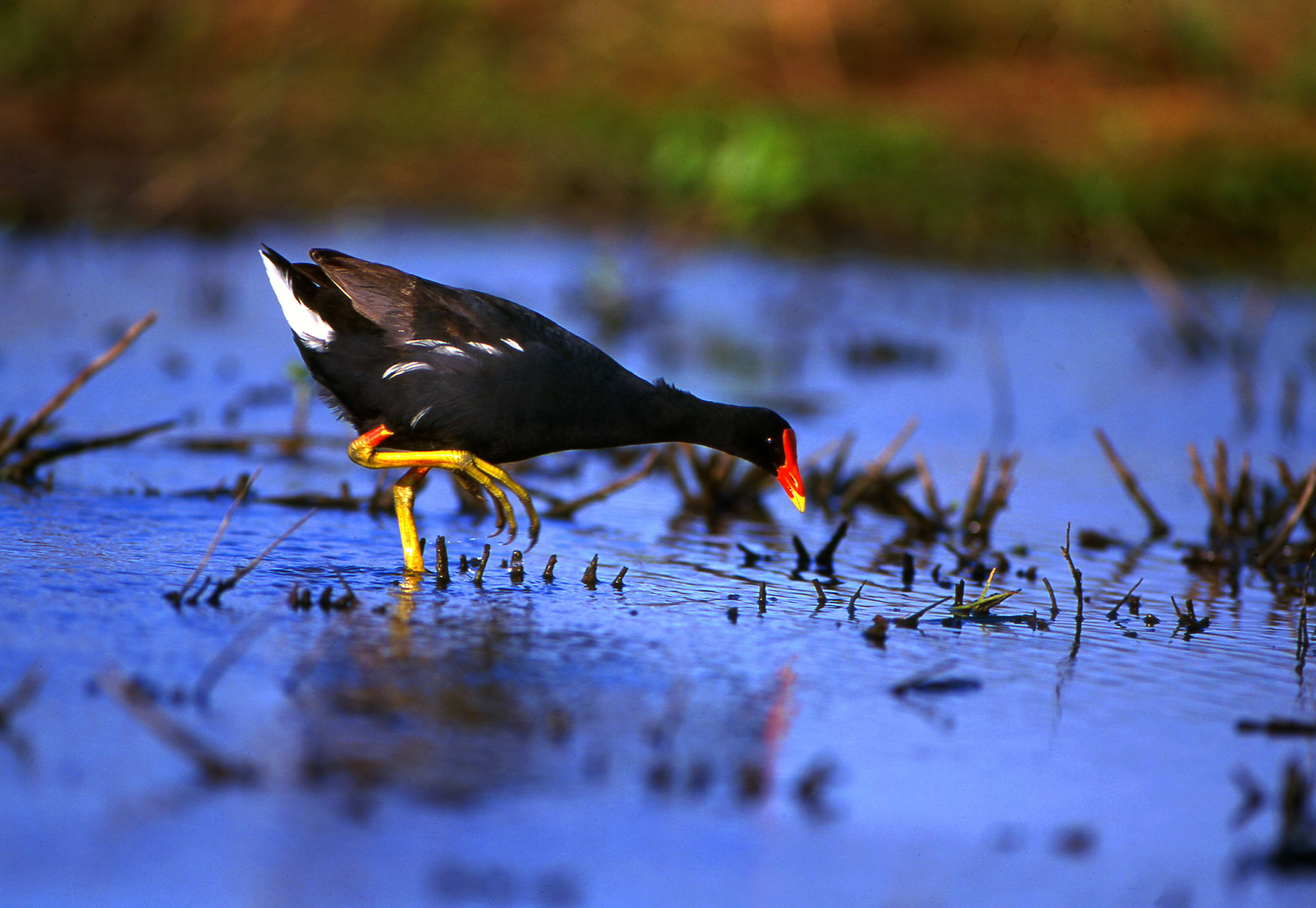
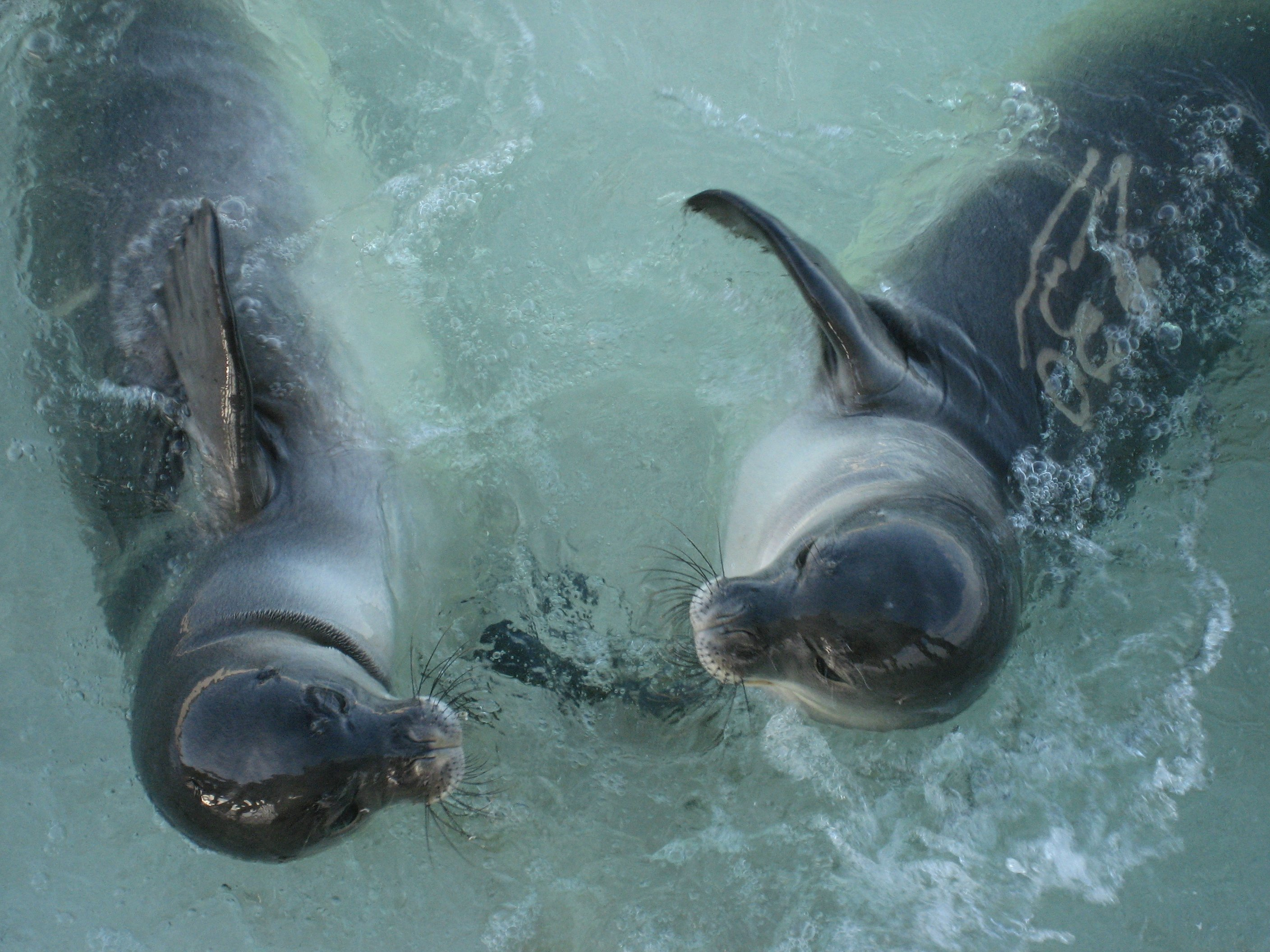

## Подальше читання
- Library. Papahānaumokuākea Marine National Monument. National Marine Sanctuaries Program. 2008. Архів оригіналу за 10 березня 2008. Процитовано 3 вересня 2008.